# サントピアワールド
サントピアワールド（SUNTOPIA WORLD）は、新潟県阿賀野市にある遊園地。
磐越自動車道安田ICが最寄りの、久保山にある。キャッチフレーズは「水と緑と太陽のユートピア」。施設名称は「太陽（sun）のユートピア（utopia）」からの造語に由来する。マスコットキャラクターは、「トピアちゃん」である。
積雪地のため、冬季の12月～3月は休園となる。TBS系ドラマ『BE-BOP HIGHSCHOOL』のロケで使用された。

## 歴史

### 安田アイランドの開業
1976年（昭和51年）、安田アイランド（やすだ - ）として開園した。これは町の活性化のためレジャー施設誘致を企図していた安田町からの要望を受け、山下家具グループが株式会社安田遊園を設立して開業したものである。明昌製のジェットコースターや観覧車、メリーゴーランド、アストロファイター、チェンタワーなどが開業当初から設けられた。
当初はファミリー客をメインターゲットとし「こどもの国」をキャッチフレーズにしていたが、1981年（昭和56年）導入の「ループ・ザ・ループ」や1986年（昭和61年）導入の「ツインドラゴン」などヤング層をターゲットにしたスリルライドのアトラクションを徐々に増やしていった。1985年（昭和60年）には「乗り放題券」が導入された。
1985年には、裏山に安田町民スキー場が開設された（後に閉鎖）。
1986年ごろの時点では、県内客が約80%、福島県が約15%、山形県が約3%であった。マイカーでの来訪が9割近くであった。
1993年（平成5年）には急流すべり「ロックアドベンチャー」が導入された。1994年（平成6年）7月には、老朽化したゴーカート施設の跡地に自走式コースター「ワイルドジェット」とセンターレール方式のガイドカー「サファリハンター」が開設された。なお、この2つは宝塚ファミリーランドとほぼ同型のものである。

### サントピアワールドへリニューアル
1998年4月に約30億円を投資してリニューアルされ、現在の名称になった。リニューアルにあたってはイタリア風のテーマが取り入れられた。大観覧車前に人工滝を用いた庭園広場が設けられたほか、飲食・物販・ゲームコーナーを備えたセンターハウス棟が大幅増床・拡充された。子供向けの新遊戯施設「スカイエレファント」「氷の館アラスカ」も設けられた。

### 相次ぐ危機からの脱却
2011年9月30日、新潟地方裁判所新発田支部に民事再生法の適用を申請して保全命令を受け、負債総額は約4億円の見込みとなったが、営業は継続された。2011年11月26日、駐車場内に競艇場外発売場・競輪場外車券売場のミニボートピア阿賀野・サテライト阿賀野がオープンした。
2019年に、「貞子」のコスプレをした来園者を対象に入場無料とするイベントをした。2020年、新型コロナウイルス感染症流行のため春からの行楽シーズンに休業せざるを得ず、売り上げが大幅に落ち込み経営が悪化。5月末より、営業継続のための資金確保として、クラウドファンディングを開始し、およそ5500万円を集めて営業再開した。クラウドファンディングの返礼品に貸切利用もあり、実際に県内の高校が学校行事の代替を兼ねて利用する例もあった。営業再開後は修学旅行向けの平日貸し切りプラン、10月からは経営危機を逆手にとった『ギリギリ企画』を行い、体感速度が爆速になる「爆速メリーゴーラウンド」、真っ暗な観覧車で約10分間の瞑想ができる「瞑想観覧車」などの『ぎりぎりアトラクション』が登場した。また、営業休止期間中に近隣住民へ園内で使用している除菌能力のある酸性電解水を無償で配布した。

## アトラクション

### ローラーコースター
- 恐竜ジェットコースター
- ワイルドジェット

### 観覧車

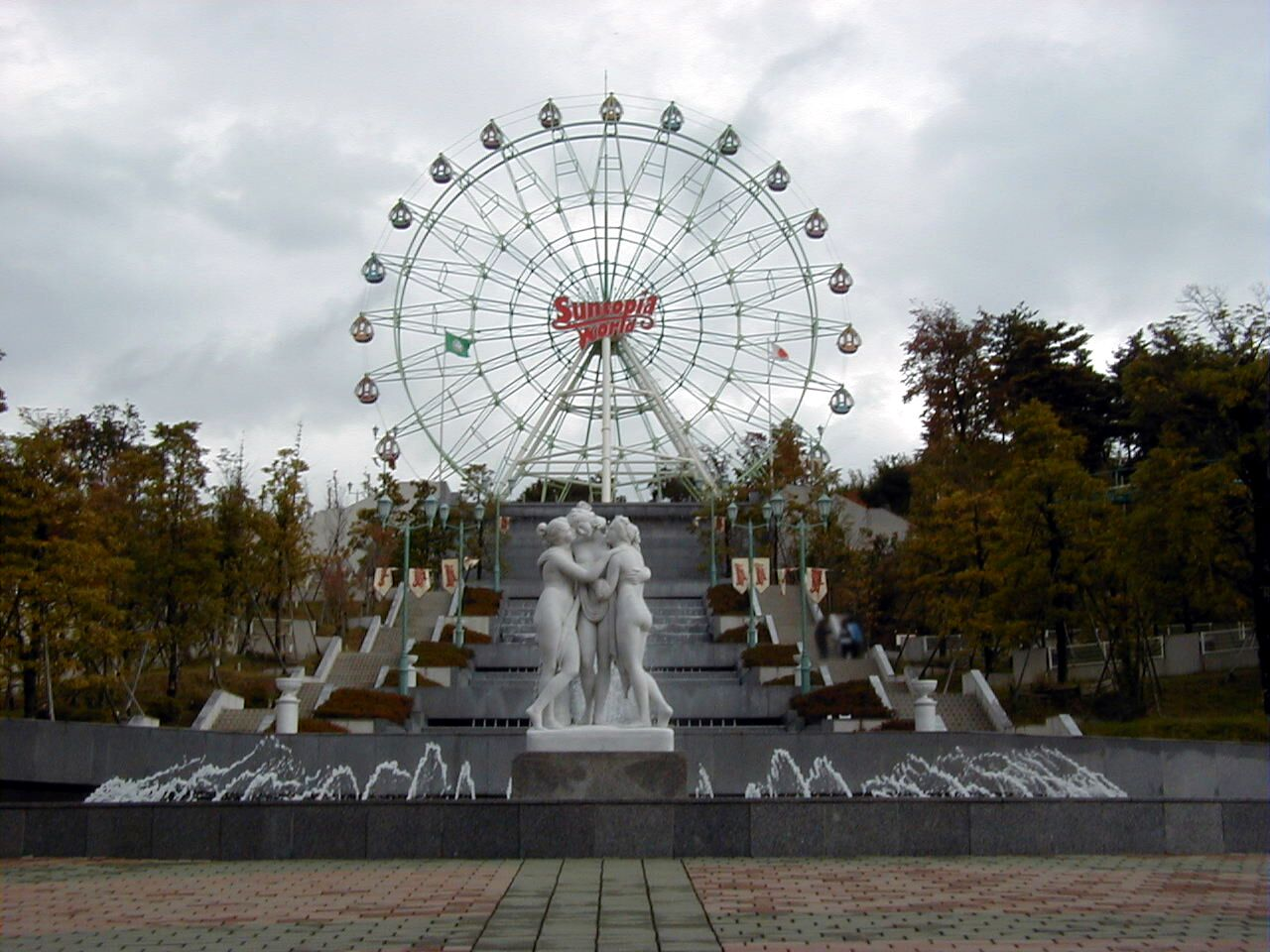
大観覧車

- あいあいアンブレラ
- 大観覧車

### その他乗り物
- アイスリバー
- サファリジープ
- スカイエレファント
- スカイジェット
- スカイレーシング
- チューリーチューリー
- ツインドラゴン
- 弁慶号（ミニSL）
- メリーゴーランド
- ローズマリー号（ミニSL）
- ロックアドベンチャー
- ロックンロール
- ワンダーツアーズ

### 建物系
- 3Dアドベンチャーシアター
- 怪奇モンスターの館 - 途中の通路にわら人形が打ち付けてある所があるが、なぜかそこに「祝」と書いてある。なぜ「呪」じゃないのかスタッフにも分からない。
- キッズランド
- 氷の館アラスカ

### その他
- ストライカーボール
- バッテリーカー
- プリンセスパットゴルフ
- ふわふわランド
- メルヘントレイン
- メロディペット

## 安田フラワーガーデン
熱帯植物園「安田フラワーガーデン」（1992年オープン）が併設されており、「洋らん展」など定期的にイベントが開催されている。

## イベント
- サントピアビール園開催（夏季限定）

## アクセス
自家用車等
- 磐越自動車道・安田ICから車で約5分
- 国道49号・保田原町交差点から車で約3分

シャトルバス
- 土休日および春休み期間、ゴールデンウイーク、夏休み期間には新潟駅南口および新津駅西口を発着する無料シャトルバスが運行される（1往復・要予約）。

その他の公共交通
- 新津駅東口からタクシーで約30分
- 水原駅からタクシーで約20分
または阿賀野市営バス寺社線で約40分。水原駅徒歩約3分の五頭タクシー前（新潟駅 - 水原・瓢湖間の急行バス・路線バス等が発着する「水原」停留所の別名）より発車する。サントピアワールド前に停車する便は1日1往復となっている（平日および日曜運行）。
- 五泉駅からタクシーで約20分